# Gerhard Wolfrum
Gerhard Wolfrum (geb. am 11. März 1911 in Leipzig; Todesdatum unbekannt) war ein deutscher Historiker, Angehöriger des Bundes Deutscher Osten, als SS-Obersturmführer in der Volkstumspolitik und bei der Germanisierung der Ukraine aktiv, nach dem Krieg Mitarbeiter der Organisation Gehlen, dann Ministerialrat im Bundesvertriebenenministerium und zuletzt im Bundesinnenministerium.

## Leben bis 1939
Wolfrum war kurz nach der Machtergreifung Mitglied der SA geworden und war 1937 in die NSDAP eingetreten. Er hatte an der philosophischen Fakultät der Königsberger Universität Albertina Geschichte studiert und war Student bei Hans Rothfels sowie Assistent von Theodor Schieder. Mit einer Arbeit über die polnischen territorialen Forderungen gegen Deutschland hat er 1936 promoviert. Außerdem gehörte er in Königsberg der Landesleitung des Bundes Deutscher Osten (BDO) an, dessen Bundesführer Theodor Oberländer war. Peter-Heinz Seraphim, Oberländers Assistent in Königsberg, war zudem Schulungsleiter des BDO in Königsberg. Horst Hoffmeyer war der Geschäftsführer des BDO. Die Kennverhältnisse aus dem BDO beeinflussten entscheidend den Lebenslauf von Wolfrum. Der BDO vertrat großdeutsches Gedankengut und versuchte Vertrauensleute im Osten für die praktische Mitarbeit im Grenzkampf zu gewinnen. Aus solchen Kontakten in pro-deutsche Kreise des Ostens entwickelten sich die Anfänge der Arbeit des militärischen Geheimdienstes Abwehr II unter Admiral Wilhelm Canaris in den Abwehrstellen Königsberg und Breslau.

## Volkstumspolitik im Osten 1939–1945
Kurz nach Kriegsbeginn war Wolfrum im Polenfeldzug verwundet worden und erholte sich im Lazarett in Königsberg. Nach Genesung wurde er Mitarbeiter im Amt VII der Volksdeutschen Mittelstelle (VoMi), einem SS-Hauptamt. Das Amt VII wurde von SS-Standartenführer Horst Hoffmeyer geleitet und war zuständig für die Sicherung des deutschen Volkstums in den neuen Ostgebieten. Unter seinem vormaligen BDO-Kollegen Hoffmeyer war Wolfrum voll in die NS-Volkstumspolitik im Osten eingebunden und konnte seine zuvor in Königsberg beim BDO entwickelten Theorien in der Praxis anwenden. 1940 nahm er an der Umsiedlung der Volksdeutschen aus Bessarabien und der Bukowina teil. Im 1942 erschienenen Prachtband „Der Zug der Volksdeutschen aus Bessarabien und dem Nord-Buchenland“ schrieb er die Einleitung. Wolfrums Beschreibung von Slawen und Juden in diesem Buch lässt darauf schließen, dass er die Nazi-Stereotypen über beide Gruppen verinnerlicht hatte.
1941/42 war Gerhard Wolfrum Angehöriger des Sonderkommandos Russland (R) der Volksdeutschen Mittelstelle. Das Sonderkommando R unter SS-Standartenführer Hoffmeyer betreute die volksdeutschen Siedlungen in der ukrainischen Schwarzmeerregion und in Transnistrien und war aus vormaligen Angehörigen des Umsiedlungskommandos Bessarabien-Bukowina gebildet worden. Es war aber auch bei der Vernichtung der dort lebenden Juden aktiv beteiligt, die von Selbstschutzkommandos des Sonderkommandos R durchgeführt wurden, die bei der Verfolgung von Juden und Kommunisten die Aufgaben der Einsatzgruppe D übernahmen, die auf die Krim weitergezogen war. Wolfrum war unter Hoffmeyer Verwaltungschef in Transnistrien, das in sogenannte Bereichskommandos untergliedert war. Transnistrien wurde zwar von Rumänien verwaltet, jedoch hatten die deutschen Siedlungsgebiete am Schwarzen Meer eine Sonderstellung. Zusätzlich sollte östlich von Transnistrien im Chersongebiet der sogenannte Gotengau gemäß dem Generalplan Ost entstehen. Etwa 130 000 Volksdeutsche waren in Transnistrien in Ortschaften wie Worms (ukrainisch Winogradnoje), oder Halbstadt (ukrainisch Molotschansk) bis nach Odessa zu betreuen. Das Sonderkommando R hatte seinen Hauptsitz in Landau (ukrainisch Schyrokolaniwka).
Wolfrum wurde nach dem Krieg vorgeworfen, an der Judenvernichtung beteiligt gewesen zu sein, was letztlich nicht bewiesen werden konnte. Ein ehemaliger Kollege beim Sonderkommando R hatte Wolfrum erpresst und einen Artikel mit dem Titel „50 000 Juden aus Odessa“ veröffentlicht, in dem Wolfrum als zuständiger Referatsleiter als Mitverantwortlicher bei der Ermordung der Juden beschuldigt wurde. Die Staatsanwaltschaft hielt die Angaben für weitgehend zutreffend, vermochte aber keine Beweise für Wolfrums Beteiligung beizubringen. Zweifellos war er insofern am Holocaust beteiligt, als Bevölkerungsstatistik und ethnische Segregation zu den Aufgaben des Sonderkommandos R gehörten und damit kein Platz für Juden in diesem Gebiet war.
Von 1942 bis 1944 war Wolfrum stellvertretender Hauptabteilungsleiter im Amt VII der Volksdeutschen Mittelstelle. Wolfrum ist in der „Dienstaltersliste SS“ vom Herbst 1943 als Obersturmführer und Mitglied des Hauptamtes der VoMi ausgewiesen. 1944 schrieb Wolfrum Monatsberichte unter dem Kopf des Amtes VII der VoMi über den Stand der Evakuierung von Volksdeutschen aus der Südukraine nach Westen, um sie dem Zugriff der Roten Armee zu entziehen.

## Geheimdienstarbeit in der Organisation Gehlen 1946–1953
Nach dem Krieg wurde Wolfrum für die Organisation Gehlen tätig. Sein ehemaliger Königsberger BDO-Kollege Peter-Heinz Seraphim hatte sich schon 1946 für Wolfrum eingesetzt. Seraphim leitete in der Organisation Gehlen auf Gut Oberzeismering bei Tutzing am Starnberger See eine Gruppe von Ostforschern, der auch Theodor Oberländer und Reinhart Maurach angehörten. Diese sogenannte Professorengruppe schrieb bezahlte Berichte für die Organisation Gehlen, die dem Kampf gegen den Kommunismus dienten. Wolfrum wohnte zu dieser Zeit mit seiner Frau auf Gut Oberzeismering zusammen mit dem Ehepaar Seraphim. Bei der Entnazifizierung unterstützten sich alle gegenseitig mit entlastenden Aussagen. 1949 brachten Seraphim, Maurach und Wolfrum zusammen das Buch „Ostwärts der Oder und Neiße“ heraus. Das war die erste Nachkriegsveröffentlichung zu den Ostgebieten, die sie gemeinsam in Oberzeismering geschrieben hatten. Wolfrum charakterisierte darin die deutschen Siedler als „Pioniere“, die „eine höhere Sittlichkeit“ in diese Länder gebracht hätten, womit das deutsche Volk „einen unverwirkbaren Anspruch auf diesen Raum“ erworben habe. Nachdem die CIA die Organisation Gehlen 1949 vom US-Militärnachrichtendienst übernommen hatte, musste die Professorengruppe auf Wunsch der CIA aufgelöst werden.
Während die meisten Mitglieder der Professorengruppe anderweitig Beschäftigung fanden, wechselte Wolfrum 1949 unter dem Decknamen Georg Winter nach Hessen. Bis 1953 war er im Stab der Generalvertretung H bzw. der Dienststelle 161 der Organisation Gehlen in Frankfurt hauptberuflich als Wirtschaftssichter tätig.

## Ministerialbeamter in Bonn 1953–1976
1953 war Wolfrum als persönlicher Assistent von Minister Theodor Oberländer im Bundesvertriebenenministerium eingestellt worden, jenem Oberländer, den schon in Königsberg beim BDO sein Chef war. Während seiner Tätigkeit im Ministerium sorgte Wolfrum bereits 1954 dafür, dass z. B. der vormalige Gehlenmitarbeiter Clemens Laby beim Bundesnotaufnahmeverfahren angestellt wurde und dort weiter nebenher für die Organisation Gehlen arbeiten konnte. Die Kontakte zum vormaligen Arbeitgeber bestanden also weiter.
1957 übernahm Wolfrum das Referat III 3 (Heimatlose Ausländer und nichtdeutsche Flüchtlinge), 1958–1969 das Referat II 5 (Wohnungswesen, Wohnraumversorgung für Vertriebene, Flüchtlinge, Kriegsgeschädigte und heimatlose Ausländer). Die vom Bundesvertriebenenminister Ernst Lemmer vorgeschlagene Beförderung des Regierungsdirektors Gerhard Wolfrum zum Ministerialrat wurde 1964 zurückgestellt, da Wolfrums mögliche Beteiligung an der Ermordung von Juden und Kommunisten in der Ukraine als Angehöriger eines Sonderkommandos der Volksdeutschen Mittelstelle Gegenstand eines Ermittlungsverfahrens war. Außerdem hatte Wolfrum in seinem Einstellungsfragebogen seine Zugehörigkeit zur SS verschwiegen. Der Verdacht bezüglich verbrecherischer Handlungen konnte nicht erhärtet werden, sodass die Ernennung Wolfrums im Sommer 1965 zustande kam.
Nach Auflösung des Bundesvertriebenenministeriums 1969 wechselte Wolfrum in das Bundesinnenministerium und leitete dort von 1969 bis 1973 das Referat Vt II 5 (Kulturelle Betreuung und Rechtsstellung heimatloser Ausländer) und von 1973 bis 1976 das Referat Vt 1 (Kulturpolitische Grundsatzangelegenheiten).
Der weitere Werdegang von Wolfrum bis zu dessen Tod ist nicht bekannt.